# Chalone Peak Lookout
Le Chalone Peak Lookout est une tour de guet à la frontière du comté de Monterey et du comté de San Benito, en Californie, dans le sud-ouest des États-Unis. Situé à 1 007 m d'altitude au sommet du pic North Chalone, dans le chaînon Gabilan, il est protégé au sein du parc national des Pinnacles. Il a été construit en 1952.